# Trinidad y Tobago en la Copa Mundial de Fútbol de 2006
La selección de Trinidad y Tobago fue uno de los 32 países participantes de la Copa Mundial de Fútbol de 2006, realizada en Alemania.
La selección caribeña clasificó por primera vez a la Copa Mundial de Fútbol, luego de alcanzar el cuarto lugar en el proceso clasificatorio de la Concacaf y luego derrotar a Baréin en la repesca intercontinental. Así, Trinidad y Tobago se convirtió en el cuarto país del Caribe en llegar a estas instancias, tras Cuba (1938), Haití (1974) y Jamaica (1998).
A pesar de ser considerada una de las selecciones más débiles que se presentó en esta Copa Mundial, Trinidad y Tobago dejó una grata impresión. A pesar de terminar última en el Grupo B, se mantuvo hasta el último partido con oportunidades de pasar a la siguiente ronda. En su primer partido, logró un inesperado empate sin goles ante Suecia donde el equipo caribeño resistió jugando con un jugador menos durante casi todo el segundo tiempo, y teniendo una clara ocasión de gol desperdiciada. Ante Inglaterra, todo parecía indicar que el partido terminaría de igual forma, pero Peter Crouch y Steven Gerrard le dieron la victoria a los cabezas de serie cuando faltaban siete minutos para el final del encuentro. En el último partido, Paraguay derrotó sin problemas por 2:0 a los trinitarios, aunque la primera anotación fue por un autogol de Brent Sancho, y así se despidieron del torneo con un punto, siendo el único que se retiró del mundial sin marcar goles, pero realizando igualmente un digno papel en el torneo.

## Clasificación

### Segunda Ronda
| Equipo 1             | Agr. | Equipo 2          | Ida | Vuelta |
| -------------------- | ---- | ----------------- | --- | ------ |
| República Dominicana | 0–6  | Trinidad y Tobago | 0–2 | 0–4    |

### Tercera Ronda

#### Grupo 3
| Pos. | Equipo                       | Pts. | PJ | G | E | P | GF | GC | Dif. | Clasificación |     | MEX | TRI | VIN | SKN |
| ---- | ---------------------------- | ---- | -- | - | - | - | -- | -- | ---- | ------------- | --- | --- | --- | --- | --- |
| 1    | México                       | 18   | 6  | 6 | 0 | 0 | 27 | 1  | +26  | Cuarta Ronda  |     | —   | 3–0 | 7–0 | 8–0 |
| 2    | Trinidad y Tobago            | 12   | 6  | 4 | 0 | 2 | 12 | 9  | +3   | Cuarta Ronda  |     | 1–3 | —   | 2–1 | 5–1 |
| 3    | San Vicente y las Granadinas | 6    | 6  | 2 | 0 | 4 | 5  | 12 | −7   |               |     | 0–1 | 0–2 | —   | 1–0 |
| 4    | San Cristóbal y Nieves       | 0    | 6  | 0 | 0 | 6 | 2  | 24 | −22  |               | 0–5 | 1–2 | 0–3 | —   |     |

 Fuente: 

### Cuarta Ronda
| Pos. | Equipo            | Pts. | PJ | G | E | P | GF | GC | Dif. | Clasificación            |     | USA | MEX | CRC | TRI | GUA | PAN |
| ---- | ----------------- | ---- | -- | - | - | - | -- | -- | ---- | ------------------------ | --- | --- | --- | --- | --- | --- | --- |
| 1    | Estados Unidos    | 22   | 10 | 7 | 1 | 2 | 16 | 6  | +10  | Clasificados             |     | —   | 2–0 | 3–0 | 1–0 | 2–0 | 2–0 |
| 2    | México            | 22   | 10 | 7 | 1 | 2 | 22 | 9  | +13  | Clasificados             |     | 2–1 | —   | 2–0 | 2–0 | 5–2 | 5–0 |
| 3    | Costa Rica        | 16   | 10 | 5 | 1 | 4 | 15 | 14 | +1   | Clasificados             |     | 3–0 | 1–2 | —   | 2–0 | 3–2 | 2–1 |
| 4    | Trinidad y Tobago | 13   | 10 | 4 | 1 | 5 | 10 | 15 | −5   | Repesca Intercontinental |     | 1–2 | 2–1 | 0–0 | —   | 3–2 | 2–0 |
| 5    | Guatemala         | 11   | 10 | 3 | 2 | 5 | 16 | 18 | −2   |                          |     | 0–0 | 0–2 | 3–1 | 5–1 | —   | 2–1 |
| 6    | Panamá            | 2    | 10 | 0 | 2 | 8 | 4  | 21 | −17  |                          | 0–3 | 1–1 | 1–3 | 0–1 | 0–0 | —   |     |

 Fuente: 
Notas:
1. 1 2  Empate en puntos (3). Gol diferencia: United States +1, Mexico −1.

### Repesca Intercontinental
| Equipo 1          | Agr. | Equipo 2 | Ida | Vuelta |
| ----------------- | ---- | -------- | --- | ------ |
| Trinidad y Tobago | 2–1  | Baréin   | 1–1 | 1–0    |

## Preparación

### Enfrentamientos previos
| Fecha                 | Lugar         |                   |                              | Resultado |                              |                   |
| --------------------- | ------------- | ----------------- | ---------------------------- | --------- | ---------------------------- | ----------------- |
| 28 de febrero de 2006 | Londres       | Trinidad y Tobago | Bandera de Trinidad y Tobago | 2:0 (1:0) | Bandera de Islandia          | Islandia          |
| 10 de febrero de 2006 | Puerto España | Trinidad y Tobago | Bandera de Trinidad y Tobago | 1:1 (0:1) | Bandera de Perú              | Perú              |
| 27 de mayo de 2006    | Cardiff       | Gales             | Bandera de Gales             | 2:1 (1:1) | Bandera de Trinidad y Tobago | Trinidad y Tobago |
| 31 de mayo de 2006    | Celje         | Trinidad y Tobago | Bandera de Trinidad y Tobago | 1:3 (1:2) | Bandera de Eslovenia         | Eslovenia         |
| 3 de junio de 2006    | Praga         | Trinidad y Tobago | Bandera de Trinidad y Tobago | 0:3 (0:3) | Bandera de República Checa   | República Checa   |

## Uniforme

### Oficial

#### Manga corta
| Opción 1 | Opción 2 | Opción 3 | Opción 4 | Opción 5 | Opción 6 |

#### Manga larga
| Opción 1 | Opción 2 | Opción 3 | Opción 4 | Opción 5 | Opción 6 |

### Oficial

#### Manga corta
| Opción 1 | Opción 2 | Opción 3 | Opción 4 | Opción 5 | Opción 6 |

#### Manga larga
| Opción 1 | Opción 2 | Opción 3 | Opción 4 | Opción 5 | Opción 6 |

## Plantel
Datos corresponden a situación previo al inicio del torneo
| #  | Nombre              | Posición      | Edad | PJ Sel | Club                   |
| -- | ------------------- | ------------- | ---- | ------ | ---------------------- |
| 1  | Shaka Hislop        | Portero       | 37   | 24     | West Ham United        |
| 2  | Ian Cox             | Defensa       | 35   | 16     | Gillingham FC          |
| 3  | Avery John          | Defensa       | 30   | 57     | New England Revolution |
| 4  | Marvin Andrews      | Defensa       | 30   | 98     | Rangers FC             |
| 5  | Brent Sancho        | Defensa       | 29   | 40     | Gillingham FC          |
| 6  | Dennis Lawrence     | Defensa       | 31   | 63     | Wrexham AFC            |
| 7  | Chris Birchall      | Mediocampista | 22   | 19     | Port Vale FC           |
| 8  | Cyd Gray            | Defensa       | 32   | 39     | San Juan Jabloteh      |
| 9  | Aurtis Whitley      | Mediocampista | 29   | 24     | San Juan Jabloteh      |
| 10 | Russell Latapy      | Mediocampista | 37   | 66     | Falkirk FC             |
| 11 | Carlos Edwards      | Mediocampista | 27   | 51     | Luton Town             |
| 12 | Collin Samuel       | Delantero     | 24   | 18     | Dundee United          |
| 13 | Cornell Glen        | Delantero     | 25   | 35     | Los Ángeles Galaxy     |
| 14 | Stern John          | Delantero     | 29   | 95     | Coventry City          |
| 15 | Kenwyne Jones       | Delantero     | 21   | 29     | Southampton FC         |
| 16 | Evans Wise          | Delantero     | 32   | 16     | Waldhof Mannheim       |
| 17 | David Atiba Charles | Defensa       | 28   | 19     | W Connection           |
| 18 | Densill Theobald    | Mediocampista | 23   | 38     | Falkirk FC             |
| 19 | Dwight Yorke        | Delantero     | 34   | 54     | Sydney FC              |
| 20 | Jason Scotland      | Delantero     | 27   | 25     | St. Johnstone FC       |
| 21 | Kelvin Jack         | Portero       | 30   | 32     | Dundee FC              |
| 22 | Clayton Ince        | Portero       | 33   | 63     | Coventry City          |
| 23 | Anthony Wolfe       | Mediocampista | 24   | 4      | North East Stars       |
| DT | Leo Beenhakker      |               |      |        |                        |

1. ↑  Incluido en la lista sustituyendo al lesionado Silvio Spann.

## Participación

### Primera fase
| Equipo            | Pts | PJ | PG | PE | PP | GF | GC | Dif |
| ----------------- | --- | -- | -- | -- | -- | -- | -- | --- |
| Inglaterra        | 7   | 3  | 2  | 1  | 0  | 5  | 2  | +3  |
| Suecia            | 5   | 3  | 1  | 2  | 0  | 3  | 2  | +1  |
| Paraguay          | 3   | 3  | 1  | 0  | 2  | 2  | 2  | 0   |
| Trinidad y Tobago | 1   | 3  | 0  | 1  | 2  | 0  | 4  | −4  |

| 10 de junio de 2006, 18:00 | Suecia | 0:0     | Trinidad y Tobago | Signal Iduna Park, Dortmund                                           |                                                                       |
|                            |        | Reporte |                   | Asistencia: 62 959 espectadores Árbitro(s): Maidin Shamsul (Singapur) | Asistencia: 62 959 espectadores Árbitro(s): Maidin Shamsul (Singapur) |

| 15 de junio de 2006, 18:00 | Trinidad y Tobago | 0:2 (0:0) | Inglaterra                 | Frankenstadion, Núremberg                                         |                                                                   |
|                            |                   | Reporte   | Crouch 83' · Gerrard 90+1' | Asistencia: 41 000 espectadores Árbitro(s): Toru Kamikawa (Japón) | Asistencia: 41 000 espectadores Árbitro(s): Toru Kamikawa (Japón) |

| 20 de junio de 2006, 21:00 | Trinidad y Tobago | 0:2 (0:1) | Paraguay                       | Fritz-Walter-Stadion, Kaiserslautern                                 |                                                                      |
|                            |                   | Reporte   | Sancho 25' (a.g.) · Cuevas 86' | Asistencia: 46 000 espectadores Árbitro(s): Roberto Rosetti (Italia) | Asistencia: 46 000 espectadores Árbitro(s): Roberto Rosetti (Italia) |

### Participación de jugadores
| #  | Nombre              | Posición      | PJ | Min |   | Asist | Tiros  | Faltas |   |   |
| -- | ------------------- | ------------- | -- | --- | - | ----- | ------ | ------ | - | - |
| 2  | Ian Cox             | Defensa       | 0  | 0   | 0 | 0     | 0      | 0-0    | 0 | 0 |
| 3  | Avery John          | Defensa       | 2  | 75  | 0 | 0     | 0      | 0-1    | 2 | 1 |
| 4  | Marvin Andrews      | Defensa       | 0  | 0   | 0 | 0     | 0      | 0-0    | 0 | 0 |
| 5  | Brent Sancho        | Defensa       | 3  | 270 | 0 | 0     | 0      | 3-6    | 1 | 0 |
| 6  | Dennis Lawrence     | Defensa       | 3  | 270 | 0 | 0     | 0      | 2-1    | 0 | 0 |
| 7  | Chris Birchall      | Mediocampista | 3  | 270 | 0 | 0     | 4      | 3-4    | 0 | 0 |
| 8  | Cyd Gray            | Defensa       | 2  | 180 | 0 | 0     | 0      | 3-2    | 1 | 0 |
| 9  | Aurtis Whitley      | Mediocampista | 3  | 181 | 0 | 0     | 2      | 4-6    | 2 | 0 |
| 10 | Russell Latapy      | Mediocampista | 1  | 24  | 0 | 0     | 2      | 1-0    | 0 | 0 |
| 11 | Carlos Edwards      | Mediocampista | 3  | 270 | 0 | 0     | 3      | 5-2    | 0 | 0 |
| 12 | Collin Samuel       | Delantero     | 1  | 51  | 0 | 0     | 0      | 0-0    | 0 | 0 |
| 13 | Cornell Glen        | Delantero     | 3  | 100 | 0 | 0     | 3      | 1-2    | 0 | 0 |
| 14 | Stern John          | Delantero     | 3  | 270 | 0 | 0     | 4      | 3-8    | 0 | 0 |
| 15 | Kenwyne Jones       | Delantero     | 2  | 129 | 0 | 0     | 1      | 3-5    | 1 | 0 |
| 16 | Evans Wise          | Delantero     | 2  | 56  | 0 | 0     | 1      | 0-1    | 0 | 0 |
| 17 | David Atiba Charles | Defensa       | 0  | 0   | 0 | 0     | 0      | 0-0    | 0 | 0 |
| 18 | Densill Theobald    | Mediocampista | 3  | 239 | 0 | 0     | 1      | 5-5    | 1 | 0 |
| 19 | Dwight Yorke        | Delantero     | 3  | 270 | 0 | 0     | 1      | 3-7    | 1 | 0 |
| 20 | Jason Scotland      | Delantero     | 0  | 0   | 0 | 0     | 0      | 0-0    | 0 | 0 |
| 23 | Anthony Wolfe       | Mediocampista | 0  | 0   | 0 | 0     | 0      | 0-0    | 0 | 0 |
| #  | Nombre              | Posición      | PJ | Min |   | Prom. | Atajos | Faltas |   |   |
| 1  | Shaka Hislop        | Portero       | 2  | 180 | 2 | 1     | 12     | 0-0    | 0 | 0 |
| 21 | Kelvin Jack         | Portero       | 1  | 90  | 2 | 7     | 0      | 0-0    | 0 | 0 |
| 22 | Clayton Ince        | Portero       | 0  | 0   | 0 | 0     | 0      | 0-0    | 0 | 0 |